# Laurentiuskirche (Woskowice Małe)

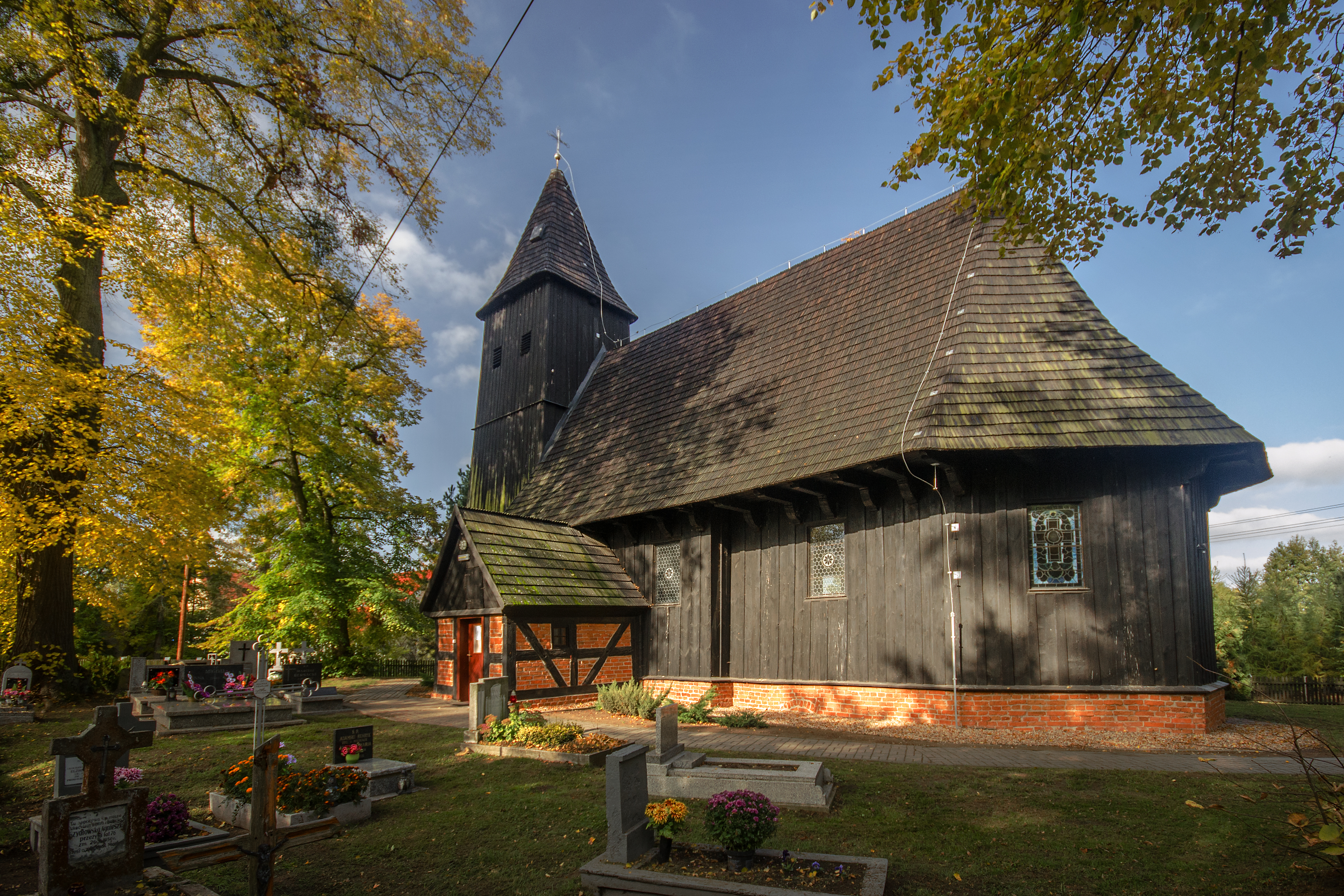
Südseite der Kirche

Die Laurentiuskirche (Kościół św. Wawrzyńca) ist eine römisch-katholische Schrotholzkirche in der schlesischen Ortschaft Woskowice Małe (Lorzendorf) in der Woiwodschaft Opole, Polen. Die Kirche ist die Hauptkirche der Pfarrei St. Laurentius (Parafia św. Wawrzyńc) in Woskowice Małe.

## Geschichte

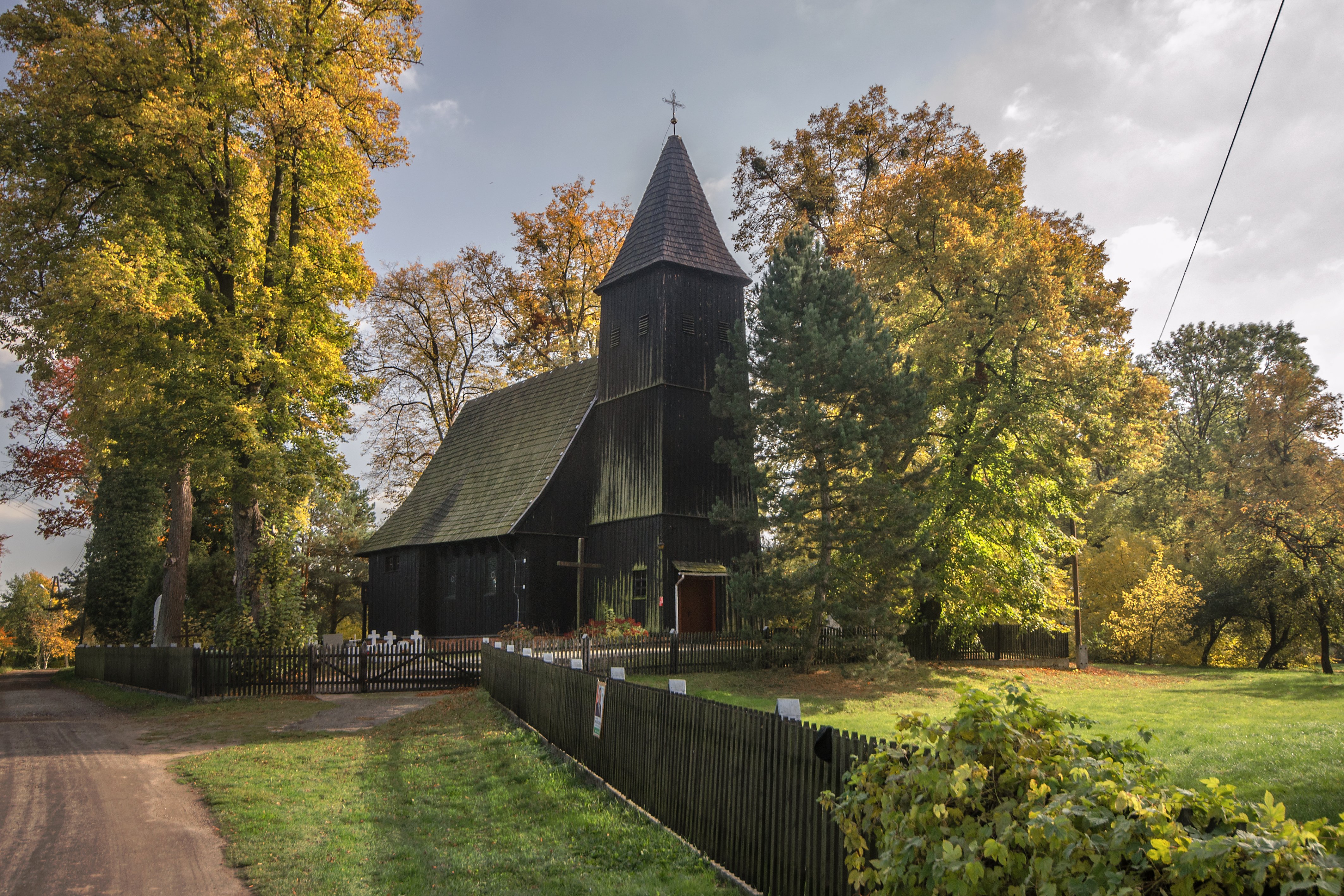
Westansicht mit Glockenturm

Die Pfarrkirche wurde erstmals 1417 in einer Urkunde erwähnt. Aus einem Dokument von 1666 geht hervor, dass sich in dem Ort eine hölzerne Kirche mit einem Turm und einer bemalten Decke befindet. Mitte des 16. Jahrhunderts hielt die Reformation Einzug in Lorzendorf und die Kirche wurde protestantisch. 1654 wurde der Kirchenbau rekatholisiert. Der heutige hölzerne Kirchenbau wurde 1711 im Ort errichtet und dem heiligen Laurentius von Rom geweiht.
Zwischen 1888 und 1889 wurde die Verschalung der Kirche erneuert. 1914 wurde die Innenausstattung saniert und erneuert. 
Der Kirchenbau steht seit 1965 unter Denkmalschutz.

## Architektur und Ausstattung
Das Kirchenschiff ist fast quadratisch und ist im Gegensatz zum Turm, der in Pfahlkonstruktionsweise gebaut wurde, eine Kammkonstruktion. Das Langhaus mit dreiseitig geschlossenem Chor besitzt ein dreiflächiges Schindeldach. Der Glockenturm besitzt ein schindelbedecktes Spitzdach. 
In der Kirche befinden sich zahlreiche neobarocke Kunstgegenstände und alte Wandmalereien. So stammt etwa die Kanzel aus dem 17. Jahrhundert, der Hauptaltar und das Taufbecken aus dem frühen 18. Jahrhundert und die Einrichtung und eine Mariendarstellung aus dem frühen 19. Jahrhundert. Weiterhin befinden sich in der Kirche eine Christusdarstellung aus der 1. Hälfte des 18. Jahrhunderts und eine 1840 gebaute Orgel, die 1897 das letzte Mal erneuert wurde. Die Glocke stammt aus dem Jahre 1593.